# Voćin
 Voćin  è un comune della Croazia di 2 421 abitanti della regione di Virovitica e della Podravina.